# Peperomia philipsonii
Peperomia philipsonii là một loài thực vật có hoa trong họ Hồ tiêu. Loài này được Yunck. miêu tả khoa học đầu tiên năm 1953.